# Fregetta tropica
L'uccello delle tempeste pancianera (Fregetta tropica (Gould, 1844)) è un uccello della famiglia Oceanitidae.